# Uniwersytet La Trobe
Uniwersytet La Trobe, La Trobe University – australijska państwowa uczelnia istniejąca od 1967 roku z siedzibą w Melbourne i kampusami w Bendigo, Wodonga, Mildura, Shepparton i Beechworth. 
Patronem uniwersytetu jest pierwszy gubernator Wiktorii, Charles La Trobe. Uczelnia zatrudnia ok. 5 tysięcy pracowników i kształci ok. 26 tysięcy studentów. Za swoje motto przyjęła słowa Qui cherche trouve, co w języku francuskim oznacza „kto szuka, ten znajdzie”.

## Struktura
Uczelnia dzieli się na pięć wydziałów:
- Wydział Edukacji
- Wydział Nauk o Zdrowiu
- Wydział Nauk Humanistycznych i Społecznych
- Wydział Prawa i Zarządzania
- Wydział Nauk Ścisłych, Technologii i Inżynierii

## Przypisy

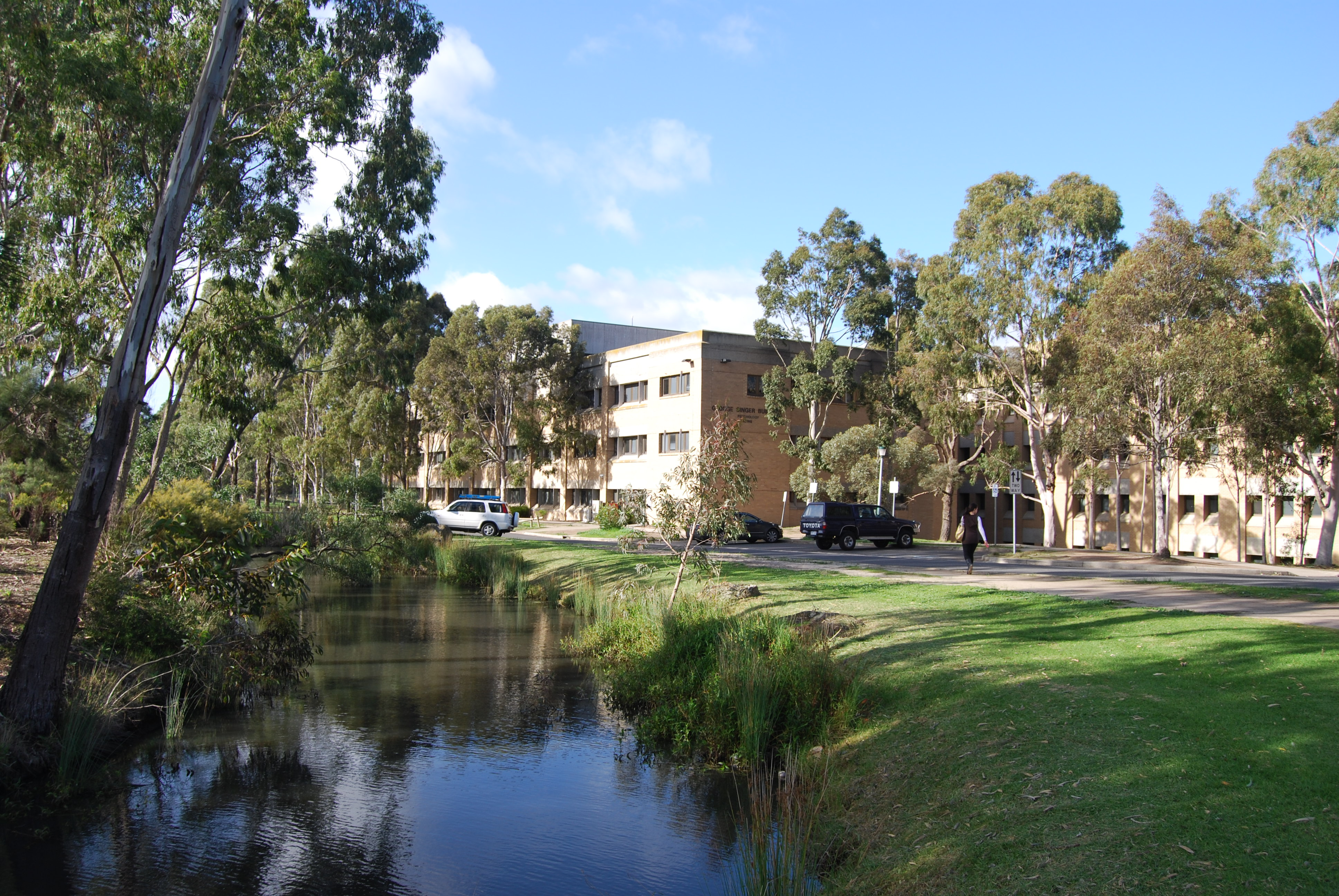